# Byway Glacier
Byway Glacier är en glaciär i Antarktis. Den ligger i Västantarktis. Argentina, Chile och Storbritannien gör anspråk på området. Byway Glacier ligger 1 603 meter över havet.
Terrängen runt Byway Glacier är kuperad åt sydost, men åt nordväst är den bergig. Terrängen runt Byway Glacier sluttar västerut. Trakten är obefolkad. Det finns inga samhällen i närheten.